# Překolateralizovaná půjčka
Překolateralizované půjčky (angl. over-collateralized loans) jsou v decentralizovaných financích nejčastěji využívaným typem úvěru. Jedná se o alternativu k běžným bankovním půjčkám, které není možné v oblasti decentralizovaných financí využívat, protože kryptoměnové peněženky jsou anonymní a není možné ověřit identitu dlužníka, ani jeho bonitu. Jedná se tak vlastně o půjčku zajištěnou kryptoměnovým aktivem.

## Princip fungování
Uživatel vloží do protokolu libovolné aktivum a za toto vložení získává proměnlivý úrok. Toto aktivum může být ve formě kryptoměny nebo stable-coins. Proti tomuto vkladu si následně může půjčit libovolnou kryptoměnu nebo stable-coin a to až do určité výše poměru mezi vloženými a půjčenými prostředky (tento poměr je typicky omezen v závislosti na dané službě a z podstaty těchto půjček nemůže nikdy přesáhnout 100 %). Od této chvíle uživatel může nakládat s půjčenými prostředky dle svého uvážení, zároveň ale stále zůstává oficiálním vlastníkem vložených aktiv.
Pokud by hodnota zástavy, kterou uživatel do protokolu vložil, klesla až na hodnotu rovnající se hodnotě půjčených prostředků, protokol vložená aktiva okamžitě prodá, aby se zamezilo vzniku špatného dluhu (protokol by v takové situaci realizoval ztrátu). Z tohoto důvodu je dobré udržovat poměr vložených a půjčených prostředků v takových mezích, aby k likvidaci pozice nedošlo.

## Využití
Někteří uživatelé využívají tyto půjčky například tehdy, když nechtějí vlastněné kryptoměny prodávat, ale zároveň potřebují určitý obnos hotovosti. Tento způsob využití překolateralizovaných půjček je častý zejména u uživatelů, kteří mají v kryptoměnách vysoké finanční obnosy a u uživatelů, kteří nechtějí nebo nemohou využívat tradiční finanční instituce. Tato možnost je také využívána při provádění arbitráží měnových párů a tzv. flash-loans, což jsou úvěry čerpané a splacené v průběhu jedné blockchainové transakce.